# Sistema Stanislavski
El sistema Stanislavski o mètode Stanislavski és un enfocament sistemàtic per a l'entrenament d'actors desenvolupat per Konstantín Stanislavski a la primera meitat del segle xx. Ell mateix va ser actor, director i administrador en el teatre rus al Teatre d'Art de Moscou (fundat el 1897). Stanislavski va ser el primer en Occident en proposar que l'entrenament dels actors anés més enllà de les tècniques vocals i corporals. Amb el mètode, l'actor mobilitza el pensament conscient i la seva voluntat per així activar altres processos psicològics menys controlables, com l'experiència emocional i el comportament subconscient. A l'assaig, l'actor ha de buscar motius interns per justificar l'acció i la definició del que el personatge vol mostrar.
Més tard, Stanislavski va seguir elaborant el sistema amb un procés d'assaig més físic: "Mètode d'acció física".
Gràcies a la promoció i el desenvolupament per part dels professors que van ser antics estudiants de l'Escola de Moscou, i de les traduccions dels escrits del mateix Stanislavski, el seu sistema va adquirir tal capacitat, que va creuar les fronteres culturals i es va expandir internacionalment.
Entre els professors més influents que han utilitzat aquest sistema, es troben Ryszard Boleslawski, Vsévolod Meierhold, Michael Chekhov, Lee Strasberg, Stella Adler, Harold Clurman, Robert Lewis, Meisner Sanford, Uta Hagen, Cojar Ion, Daniel Gómez Nates, Seki Sano, Rafael Fuentes i Ivana Chubbuck.

## Stanislavski abans del sistema
Al llarg de la seva carrera, Stanislavski va sotmetre la seva actuació i direcció a un rigorós procés d'autoanàlisi i reflexió artística. El seu sistema d'actuació es va desenvolupar a partir dels seus persistents esforços per eliminar els bloquejos que va trobar en les seves actuacions.
Després de treballar com a actor i director aficionat (fins als 33 anys), al 1898 Stanislavski va fundar junt amb Vladimir Nemirovich-Danchenko l'Escola de Moscou, i així va iniciar la seva carrera professional. Els dos estaven decidits a impartir una revolució en la posada en escena de l'època, on el guió importava més que res.
Les primeres produccions de Stanislavski van ser creades sense l'ús del seu sistema. Els seus primers èxits internacionals es van escenificar utilitzant una tècnica externa centrada en el director, on es buscava una unitat orgànica de tots els elements. En cada producció, Stanislavski va planificar la interpretació de cada rol, el bloqueig i la posada en escena per avançat. En el procés de producció també va introduir un període de discussió i anàlisis detallat de l'obra. Encara que aquest enfocament va donar-li molt èxit, particularment amb les seves posades en escena naturalistes a les obres d'Anton Chekhov i Maxim Gorky, Stanislavski estava insatisfet.
Tant les seves lluites amb el drama de Chekhov (on va sorgir la seva noció de subtext), com els seus experiments amb el simbolisme, van generar una major atenció a "l'acció interna" i una investigació més intensa en el procés de l'actor. Llavors, Stanislavski va començar a desenvolupar tècniques més centrades en l'actor del "realisme psicològic". Va ser pioner en l'ús d'estudis de teatre com un laboratori on innovar la formació d'actors i experimentar amb noves formes de teatre.
Finalment, va arribar a organitzar les seves tècniques en una metodologia coherent i sistemàtica, que es basava en tres grans línies:
- L'enfocament continu, estètic i disciplinat.
- El realisme de l'actor.
- La posada en escena naturalista i el moviment teatral independent.

La primera referència de Stanislavksi al seu sistema apareix en 1909, el mateix any que la va incorporar per primera vegada en el seu procediment d'assaig.

## Descripció
Stanislavski començà la recerca d'un sistema d'actuació per a ajudar els actors a ser amos plenament del seu art. La influència del seu mètode ha estat aclaparadora en el teatre i ha arribat també al cinema. Una de les seves aportacions va ser la creació del “studio” o taller d'actors que consistia que, tant els novells com els professionals, poguessin experimentar, improvisar i resoldre junts els problemes que el teatre els presentava.
Els Estats Units va acollir el seu sistema anomenat studio i d'aquest va sorgir una nova tradició moderna que el teatre nord-americà anomenà the method. El famós “Actor's Studio” de Nova York va ser liderat per Ellen Burstyn, Harvey Keitel i Al Pacino, i ha vist passar pel seu establiment molts actors famosos, entre els quals es troben: Geraldine Page, Paul Newman, Maureen Stapleton, Joanne Woodward i Marlon Brando. Fa cinquanta anys Stanislavski va dir: ”Els actors del cinema actual ensenyaran als actors com viure els seus papers. Tot resta al descobert en el cinema, i tot el que sigui estereotip queda enregistrat allà per sempre. En el cinema, es pot veure més clarament la diferència entre l'art vell i el nou”.
Stanislavski considerava que l'art era una manera de servir el poble, concepte de la missió de l'artista que forma la base de la seva moral professional.
Stanislavski va portar a terme una reforma escènica que no es va limitar sols a l'art dramàtic, sinó que els seus efectes també arribaren a l'òpera i el ballet. El 1922, mostrà des d'una visió nova l'òpera de Txhaikovsky Eugene Oneguin.

## Principis del Sistema Stanislavski
- Concentració: respondre a la imaginació aprenent a pensar com el "personatge" que estem interpretant.
- Sentit de veritat: diferenciar entre l'orgànic i l'artificial.
- Circumstàncies donades.
- Relaxació: eliminació de la tensió física i relaxar els músculs en les presentacions.
- Treballar amb els sentits
- Comunicació i contacte
- Unitats i objectius: aprendre a dividir el paper en unitats sensibles.
- Estat mental creatiu: és una culminació automàtica de tots els passos previs.
- Treballar amb el text del llibret
- Lògica i credibilitat: descobrir com és de veritable que la suma d'objectius combinats són consistents i coherents.

## Altres aspectes
- Lluitar contra la paraula ampul·losa. Escoltar les rèpliques.
- La naturalesa del personatge i la pròpia moltes vegades són contràries; per això, l'actor ha d'estudiar com pronunciar qualsevol discurs sense deixar-lo a la casualitat.
- Parlar sempre amb naturalitat i sinceritat.
- No precipitar-se mai; en un monòleg, els silencis no són aturades, sinó conversacions amb el silenci.
- Els grans actors són els que escolten tot el que ocorre en escena.